# مارسیو آلمائو
مارسیو آلمائو (به پرتغالی: Márcio José Narciso) مدافع اهل برزیل است که در شهر Flórida Paulista و در تاریخ ۲۱ ژانویهٔ ۱۹۸۱ به دنیا آمده‌است.
مارسیو آلمائو در تیم‌های فوتبال Treze سابقهٔ حضور دارد.